# Natura 2000-område nr. 70 Mose ved Karstoft Å
Natura 2000-område nr. 70 Mose ved Karstoft Å er et habitatområde (H63), der har et areal på i alt et areal på 26 hektar.
Området ligger ca. 7 km sydsydvest for Brande i dalen til Karstoft Å, og er en rest af et tidligere meget stort sammenhængende moseområde, der bestod
af både højmoser og kær, og er præget af tørvegravning. I nogle af de gamle tørvegrave er der nu lysåbne sekundære tørvelavninger hvor der vokser hvid- og brun næbfrø, liden ulvefod. Der forekommer også naturtypen hængesæk med sphagnum (tørvemosser) både i tørvelavninger og i de dybere tørvegrave.
Sphagnum-floraen, der danner naturtypen hængesæk, er særdeles artsrig og bevaringsværdig. Mosen rummer nedbrudt højmose, der til dels er skovbevokset. Mod nord og øst, samt sydøst grænser natura 2000-området op til § 3-beskyttede lavbundsarealer i tilknytning til Karstoft Å. Området afgrænses mod østsydøst af den udrettede Harpes Bæk.

## Søer
Der er fem småsøer (under 5 hektar) i området, og de fordeler sig med to søer med høj naturtilstand og tre søer med god naturtilstand.

## Videre forløb
Natura 2000-planen blev vedtaget i 2011, hvorefter kommunalbestyrelserne
og Naturstyrelsen udarbejdede bindende handleplaner for
gennemførelsen af planen.  Planen videreføres og videreudvikles i senere planperioder. Natura 2000-området ligger i Ikast-Brande Kommune, og naturplanen koordineres med vandplanen for 1.8 Hovedvandopland Ringkøbing Fjord 

## Eksterne kilder og henvisninger
1. ↑  Miljøstyrelsen Midtjylland (juni 2023). "Naturplan 2022-2027  Natura 2000-område nr.  70 Mose ved Karstoft Å" (PDF). mst.dk. Miljøstyrelsen. Arkiveret (PDF) fra originalen 12. juni 2024. Hentet 12. juni 2024.
2. ↑  
Miljøstyrelsen Midtjylland (2023). "Revideret basisanalyse 2022-2027  Natura 2000-område nr.  70 Mose ved Karstoft Å" (PDF). mst.dk. Miljøstyrelsen. Arkiveret (PDF) fra originalen 7. juni 2024. Hentet 12. juni 2024.
3. ↑  "Natura 2000-planlægning 2022-2027". mst.dk. Miljøstyrelsen. 2023. Arkiveret fra originalen 29. marts 2024. Hentet 11. maj 2024.
4. ↑  Forslag til vandplan Hovedvandopland 1.8 Ringkøbing Fjord via web.archive.org

- Kort over området på miljoegis.mim.dk